# Eburia cinnamomea
Eburia cinnamomea es una especie de coleóptero crisomeloideo de la familia Cerambycidae.  

## Distribución
Es originaria de Guadalupe.